# 5-MeO-DMT
۵-ام‌ئی‌او-دی‌ام‌تی (به انگلیسی: 5-MeO-DMT) ترکیب روان‌گردان قدرتمندی از گروه تریپتامین می‌باشد که در بسیاری از گیاهان و گونهٔ خاصی از وزغ‌ها با نام وزغ رودخانه‌ای کلرادو به صورت طبیعی یافت می‌شود. همانند دیگر ترکیب‌های نزدیک این خانواده همانند دی‌متیل‌تریپتامین و بوفوتنین، این ترکیب در آیین‌های مذهبی آمریکای جنوبی به عنوان آنتیوژن استفاده می‌شود.
نام کامل این ترکیب ۵-متوکسی-اِن، اِن-دی‌متیل‌تریپتامین (به انگلیسی: 5-Methoxy-N,N-dimethyltryptamin) است.

## تأثیرات
بستگی به نوع مصرف (دود کردن یا دم کردن آن)، مدت اثرات از ۱۰ دقیقه تا ۲ ساعت دوام دارد. تأثیرات آن متفاوت است و می‌توان شامل: تغییر دیدگاه‌های مختلف، ادراک بینش‌های جدید، سرخوشی، تجربیات احساس غوطه ور شدن، احساس جدایی از خود و جهان، تقویت حس شهوانی، بدحالی، ترس، وحشت و هراس (پنیک) باشد.

## استفاده مذهبی
فرقه کلیسای درخت زندگی، تأسیس شده در سال ۱۹۷۱ در کالیفرنیا توسط جان مان که هم‌اکنون منحل شده، استفاده از 5-MeO-DMT را مقدس اعلام کرد. تقریباً از سال ۱۹۷۱ تا اواخر دهه ۱۹۸۰، 5-MeO-DMT به‌طور محتاطانه در دسترس اعضای خود بود. بین سال‌های ۱۹۷۰ و ۱۹۹۰، کشیدن 5-MeO-DMT با جعفری احتمالاً یکی از دو شکل رایج مصرف در ایالات متحده بود. 

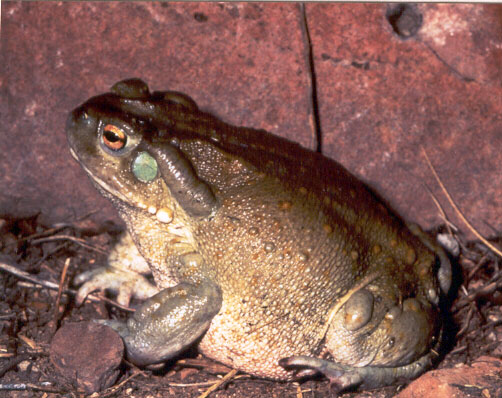
وزغ رودخانه‌ای کلرادو با نام علمی Bufo alvarius که در بدنش مقدار قابل‌توجهی از روان‌گردان دی‌ام‌تی یافت می‌شود.